# Bahnhof Ulmet
Der Bahnhof Ulmet war der Bahnhof der rheinland-pfälzischen Gemeinde Ulmet. Er befand sich an der 1904 eröffneten Glantalbahn Homburg–Bad Münster entlang des mittleren Streckenabschnitt Altenglan–Lauterecken-Grumbach. Entlang der Bahnstrecke spielte er eine eher untergeordnete Rolle. 1985 wurde der Personenverkehr eingestellt, sechs Jahre später der Güterverkehr. Mit der Aufnahme des Draisinenbetriebs auf der Glantalbahn zwischen Altenglan und Staudernheim wurde an seine Stelle eine Draisinenstation eingerichtet. Das Empfangsgebäude steht unter Denkmalschutz.

## Lage
Der Bahnhof befand sich in zentraler Lage innerhalb der Gemeinde Ulmet. Er lag 196,8 Meter über Normalnull zwischen den Bahnstationen Bedesbach-Patersbach (km 34,4) im Süden und Niederalben-Rathsweiler (km 39,0) im Norden. In seinem Einzugsgebiet überquert die Glantalbahn eine Stahlträgerbrücke. Diese wurde auf gemauerten Pfeilen und Widerlagern errichtet. In unmittelbarer Nähe befindet sich zudem eine Straßenbrücke, die über die Strecke samt Bahnhofsareal führt.

## Geschichte

### Erfolglose Bemühungen um einen Bahnanschluss
Obwohl eine Bahnstrecke entlang des Glan als Verbindung zwischen dem Saargebiet und der Region um Bingen aus geographischer Perspektive naheliegend gewesen wäre, verhinderte die Kleinstaaterei im 19. Jahrhundert lange Zeit einen entsprechenden Bau. Erste Bemühungen, die auf einen Bahnanschluss der nordwestlichen Pfalz abzielten, gehen bis ins Jahr 1856 zurück. Im Zuge des Baus der Rhein-Nahe-Bahn zielte eine Initiative darauf ab, eine Trasse über Lauterecken, Altenglan und Kusel bis nach St. Wendel und Neunkirchen auf den Weg zu bringen. Die Bestrebungen hatten jedoch keinen Erfolg, da Preußen eine solche Bahnstrecke in erster Linie innerhalb des eigenen Territoriums haben wollte. Im mittleren und unteren Glantal zwischen Altenglan und Staudernheim verlief die Grenze zwischen Bayern und Preußen sehr unregelmäßig, was dem Bahnbau ebenfalls abträglich war.
1868 wurde die Bahnstrecke Landstuhl–Kusel eröffnet, die jedoch lediglich von Glan-Münchweiler bis Altenglan entlang des Glan führt. Dies beflügelte die Bestrebungen der Gemeinden im Flusstal nördlich von Altenglan, einen Bahnanschluss zu fordern, was jedoch zunächst erfolglos blieb. Zunächst scheiterte das Vorhaben an unterschiedlichen Vorstellungen zur Zinsgarantie zwischen Preußen und Bayern, deren Territorium die Strecke berühren sollte.
Im Jahr 1890 kamen in Ulmet Gemeinderäte aus dem Einzugsgebiet des mittleren Glan zusammen. Ihre Bestrebungen zielten auf eine Strecke von Altenglan nach Lauterecken ab. Ein Jahr später ging der Ulmeter Bürgermeister als Teil einer vierköpfigen Delegation nach München, die dem bayerischen Ministerratsvorsitzenden Friedrich Krafft von Crailsheim die Pläne näher bringen sollte. Das Bestreben blieb ohne Erfolg. Da die beteiligten Person sich der Problematik des Grenzverlaufes zwischen Bayern und Preußen im Glantal bewusst waren, setzten sie sich in der Folgezeit für eine Lokalbahn von Altenglan nach St. Julian ein, die ausschließlich aus bayerischem Territorium verlaufen sollte. Noch im selben Jahr erhielt die Abgeordnetenkammer in Bayern eine Petition, die von den Gemeinderäten von St. Julian, Eschenau, Ratsweiler, Ulmet, Erdesbach und Gumbsweiler stammte.

### Bau der strategischen Bahn und Folgezeit
Erst gegen Ende des 19. Jahrhunderts revidierte Bayern seine ablehnende Haltung gegenüber einer strategischen Bahnlinie entlang des gesamten Glan, da sich die deutschen Beziehungen zu Frankreich zwischenzeitlich verschlechtert hatten. Die strategische Strecke sollte von Homburg aus unter Mitbenutzung der Bahnstrecke Landstuhl–Kusel auf dem Abschnitt Glan-Münchweiler–Altenglan und der vom Lautertal aus kommenden Strecke ab Lauterecken bis nach Bad Münster verlaufen, wobei sich der Verlauf ab Odernheim am rechten Ufer der Nahe orientieren sollte. Gleichzeitig war vorgesehen, die Bestandsstrecke Lauterecken–Odernheim zweigleisig auszubauen.
Baubeginn für die strategische Bahn war der Sommer 1902. Ab dem 14. August des Jahres wurden die Materialien zum Strecken von einer Schmalspurbahn von Pferdegespannen von Altenglan nach Ulmet gebracht. Das Planum von Altenglan nach St. Julian wurde von italienischen und kroatischen Bauarbeitern vorbereitet. Die eigentliche Arbeit wurde am 27. Oktober von dem Mannheimer Unternehmen Grün & Bilfinger aufgenommen. Die Glantalbahn wurde schließlich am 1. Mai 1904 auf durchgehender Länge eröffnet; entlang dieser neuen Bahnstrecke war Ulmet eine von insgesamt 26 Unterwegsstationen.
Zum 5. Mai 1941 wurde ein Verzeichnis mit dem Titel „lebenswichtige Züge“ herausgebracht. Sein Zweck bestand darin, dass aufgrund des Krieges damit zu rechnen war, dass der Fahrplan nicht eingehalten werden kann. Aus diesem Grund umfasste es ein Mindestangebot an Zügen, das einzuhalten war. Zwischen Altenglan und Lauterecken-Grumbach mussten demnach mindestens vier Züge verkehren. Aufgrund ihrer strategischen Bedeutung war die Glantalbahn das Ziel zahlreicher Angriffe vonseiten der Alliierten. Am 27. Dezember 1944 wurde die Straßenüberführung am Ulmeter Bahnhofsareal bombardiert, durch den ein Zug, der mit Panzern beladen war, verschüttet wurde. Wenige Wochen später, am 15. Januar 1945 gab es einen Angriff auf den Bahnhof Ulmet.

### Entwicklung nach dem Zweiten Weltkrieg (1945–1980)
Nach dem Zweiten Weltkrieg verlor die Glantalbahn zunehmend an Bedeutung. Von 1947 bis 1949 verkehrte zwischen Altenglan und Lauterecken-Grumbach dreimal pro Woche ein Güterzug mit Personenbeförderung. Zum Wechsel in den Sommerfahrplan 1954 wurde der Bahnhof in einen Haltepunkt umgewandelt. 1959 verlor der Bahnhof Ulmet die Abfertigungsbefugnisse im Güter- und Expressgutverkehr; die Gemeinde leistete dagegen erfolglos Widerstand. Da die Bahnstation zu diesem Zeitpunkt nicht mehr besetzt war, wurden ihre Signalanlagen zwei Jahre später durchgeschaltet. 1962 erfolgte auf dem Abschnitt Altenglan–Lauterecken-Grumbach außerdem die Einstellung des Personenverkehrs an Sonntagen.
Nachdem bereits 1961 der Verkehr auf dem Abschnitt Odernheim–Bad Münster aufgrund seiner geringen Bedeutung eingestellt worden war, wurde der Teilabschnitt Altenglan–Meisenheim in den 1960er Jahren schrittweise auf ein Gleis zurückgebaut. Zwischen Bedesbach-Patersbach und St. Julian existierte das zweite Gleis beispielsweise ab 1962 nicht mehr. womit in Ulmet keine Zugkreuzungen mehr möglich waren. Ende der 1960er Jahre versuchte die Deutsche Bundesbahn (DB) erstmals, ein Stilllegungsverfahren der Bahnlinie einzuleiten, was die Landesregierungen von Rheinland-Pfalz und Saarland jedoch verhinderten. Einen erneuten Versuch unternahm die DB diesbezüglich im Jahr 1973. Dieses Mal zielten ihre Bemühungen darauf ab, unter anderem den Güterverkehr zwischen Altenglan und Lauterecken-Grumbach zum 31. Dezember 1975 einzustellen.

### Stilllegung und Aufnahme des Draisinenbetriebs (seit 1980)
Am 31. Mai 1985 wurde der Personenverkehr zwischen Altenglan und Lauterecken-Grumbach eingestellt; Bedeutung hatte der Streckenabschnitt zuletzt fast ausschließlich im Schülerverkehr gehabt. Fortan verkehrten zwischen Altenglan und Ulmet nur noch Übergabezüge im Güterverkehr. Am 29. September selben Jahres wurde die Bahnstrecke zwischen Glan-Münchweiler und Odernheim offiziell zur Nebenbahn herabgestuft, ein Status, der faktisch bereits seit Jahrzehnten bestanden hatte. Da zwischen Ulmet und Offenbach-Hundheim alle Gütertarifpunkte zu diesem Zeitpunkt geschlossen waren, wies der Abschnitt danach keinen Verkehr mehr auf.
1991 erfolgte die Einstellung des Güterverkehrs zwischen Altenglan und Ulmet. Die DB stellte auf diesem Streckenabschnitt daraufhin hunderte ausgemusterte Güterwagen ab. Dies rief speziell in Bedesbach Proteste hervor, sodass die Wagen bereits im Sommer 1992 wieder abtransportiert wurden. Im selben Jahr leitete die Deutsche Bundesbahn für den Abschnitt von Altenglan und Lauterecken-Grumbach ein Stilllegungsverfahren ein, dass durch die Umwandlung ersterer in die Deutsche Bahn zum Jahreswechsel 1993/1994 zunächst ausgesetzt wurde. Die Stilllegung selbst trat zum 31. Dezember 1995 in Kraft. im selben Jahr gelangte das Bahnhofsgebäude einschließlich des Teils des übrigen Bahngeländes in Privatbesitz.
Um eine endgültige Stilllegung des Streckenabschnitts Altenglan–Staudernheim einschließlich Streckenabbau zu verhindern, hegten Studenten der Universität Kaiserslautern Pläne, wonach auf der Glantalbahn zwischen Altenglan und Staudernheim ein Betrieb mit Eisenbahn-Draisinen eingerichtet werden solle. Zu den Unterstützern dieses Projekts gehörte der Kuseler Landrat Winfried Hirschberger, dem im Jahr 2000 schließlich die Verwirklichung gelang. Seit 2000 ist der Bahnhof Ulmet eine Draisinenstation auf der Glanstrecke.

## Bauwerke
Das Empfangsgebäude, die einstöckige Lagerhalle einschließlich der Laderampe, sowie der frühere Abort- und Stallschuppen stehen unter Denkmalschutz.

## Verkehr

### Personenverkehr
Im Jahr 1905 wurden am Bahnhof Ulmet insgesamt 9504 Fahrkarten verkauft. Mit der durchgehenden Eröffnung der Glantalbahn wurde der Bahnhof von fünf Zugpaaren angefahren. Bis zum Ausbruch des Ersten Weltkrieges erhöhte sich die Zahl auf sechs, um sich nach Kriegsende zu halbieren. 1929 fuhren zehn Zugpaare Ulmet an, was zugleich der Höchststand hinsichtlich der Frequentierung des Bahnhofs war. In den 1930er Jahren und im Zweiten Weltkrieg waren es nur noch sechs und unmittelbar danach drei. In den nächsten drei Jahrzehnten schwankte die Zahl zwischen fünf und sieben; zum Zeitpunkt der Stilllegung verkehrten drei Zugpaare an Werktagen.

### Güterverkehr
Wie die meisten Bahnhöfe auf dem Streckenabschnitt Altenglan–Lauterecken-Grumbach besaß Ulmet im Güterverkehr keine große Rolle. So wurden 1905 beispielsweise lediglich 2801,87 Tonnen Güter empfangen beziehungsweise verkauft.
Der Bahnhof besaß ein Ladegleis. Eine Rolle spielte bis zur Schließung des Gütertarifpunktes vor allem die Entladung von Kohle.